# 龙胜吊石苣苔
龙胜吊石苣苔（学名：Lysionotus heterophyllus var. lasianthus）为苦苣苔科吊石苣苔属下的一个变种。

## 扩展阅读
- 維基物種上的相關：龙胜吊石苣苔